# 리투아니아-미국 관계
리투아니아-미국 관계는 리투아니아와 미국 간의 양자 외교 관계를 말한다. 리투아니아는 세계에서 가장 친미적인 국가 중 하나로, 2011년 조사에 따르면 리투아니아인의 73%가 미국을 긍정적으로 평가하였다. 2012년 미국 글로벌 리더십 보고서에 따르면, 리투아니아인의 48%가 미국의 리더십을 지지하였으며, 20%는 반대, 32%는 확신하지 못한다고 응답하였다.

## 역사
미국은 1922년 7월 28일, 리투아니아와 외교 관계를 수립하였다. 제2차 세계 대전 동안, 리투아니아는 여러 시기에 걸쳐 소련과 나치 독일에 의해 점령되었다. 소련의 침공과 점령은 1940년 9월 5일 리투아니아 주재 공사관의 폐쇄를 초래하였다. 그러나 미국 내의 리투아니아 외교 서비스는 중단 없이 계속되었다. 미국 전쟁 포로들은 독일이 점령한 리투아니아에 있는 슈탈라그 루프트 VI 포로 수용소에 수감된 연합군 포로들 가운데 포함되어 있었다.
미국은 리투아니아의 소련에 의한 강제 병합을 결코 인정하지 않았으며, 현재의 리투아니아 정부를 전간기의 공화국의 합법적 연속으로 간주한다. 2007년, 미국과 리투아니아는 외교 관계 85주년을 기념하였다. 리투아니아는 1991년 12월 이후 미국으로부터 최혜국 대우를 받아왔다. 1992년 이래, 미국은 경제 및 정치 전환과 인도주의적 필요를 위해 리투아니아에 1억 달러 이상을 지원하였다. 미국과 리투아니아는 1994년 양자 무역 및 지적 재산권 보호에 관한 협정을, 1997년에는 양자 투자 협정을 체결하였다. 1998년, 미국은 리투아니아 및 다른 발트 국가들과 함께 "파트너십 헌장"을 체결하였으며, 이는 지역 안보, 국방, 경제 문제 개선에 초점을 둔 양자 실무 그룹의 설립을 규정하였다.